# Любішин (гміна)
Гміна Любішин (пол. Gmina Lubiszyn) — сільська гміна у північно-західній Польщі. Належить до Ґожовського повіту Любуського воєводства.
Станом на 31 грудня 2011 у гміні проживало 6917 осіб.

## Територія
Згідно з даними за 2007 рік площа гміни становила 205.30 км², у тому числі:
- орні землі: 47.00%
- ліси: 43.00%

Таким чином, площа гміни становить 16.99% площі повіту.

## Населення
Станом на 31 грудня 2011:
| Опис     | Загалом | Загалом | Чоловіки | Чоловіки | Жінки | Жінки |
| -------- | ------- | ------- | -------- | -------- | ----- | ----- |
| одиниця  | осіб    | %       | осіб     | %        | осіб  | %     |
| все      | 6917    | 100     | 3482     | 50.34    | 3435  | 49.66 |
| міське   | 0       | 100     | 0        |          | 0     |       |
| сільське | 6917    | 100     | 3482     | 50.34    | 3435  | 49.66 |

## Сусідні гміни
Гміна Любішин межує з такими гмінами: Боґданець, Вітниця, Дембно, Клодава, Мислібуж, Новоґрудек-Поморський.